# Bharata (Ramayana)
Pour l'empereur légendaire, voir Bharata (empereur).
Dans l'épopée hindoue du Ramayana, Bharata (sanskrit : भरत, indonésien : Barata, chinois : Poloto, birman : Bhadra, malais : Baradan, tamoul : Paratan, thaï : Phra Phrot, khmer : ព្រះភិរុត) est un des frères du protagoniste Râma. Fils de Dasharatha, roi d'Ayodhya, et de la reine Kaikeyi, il appartient à la dynastie solaire Ikshavu (en) (ou Suryavamsha). Il est considéré comme un symbole du dharma, ne le cédant en cela qu'à Râma. Certains commentateurs le jugent même supérieur à celui-ci pour la vertu.
Si l'on en croit le Ramayana de Valmiki, Bharata est pour un quart une incarnation du dieu Vishnou.

## Biographie

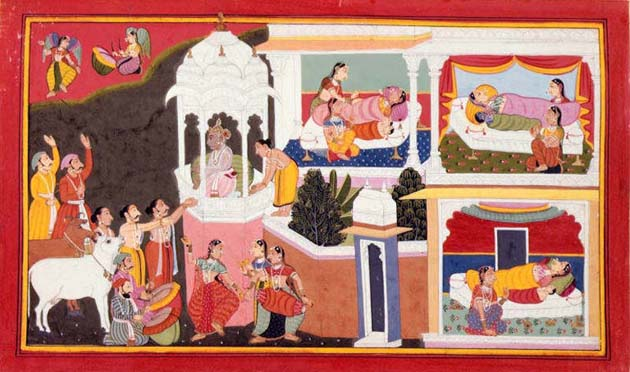
Naissance des quatre fils de Dasharatha (1712).

Bharata est le fils du roi Dasharatha et d'une de ses trois épouses, Kaikeyi, fille du roi de Kekeya (en), Ashwapati (अश्‍वपति). Le Ramayana le décrit comme aimant et dévoué à ses trois demi-frères Râma, Lakshmana et Shatrughna.
Il épouse Mandavi (en), une nièce du roi Janaka, et donc une cousine de Sîtâ, l'épouse de Râma. Bharatha et Mandavi ont deux fils, Taksha et Pushkal.

### «Roi» d'Ayodhya

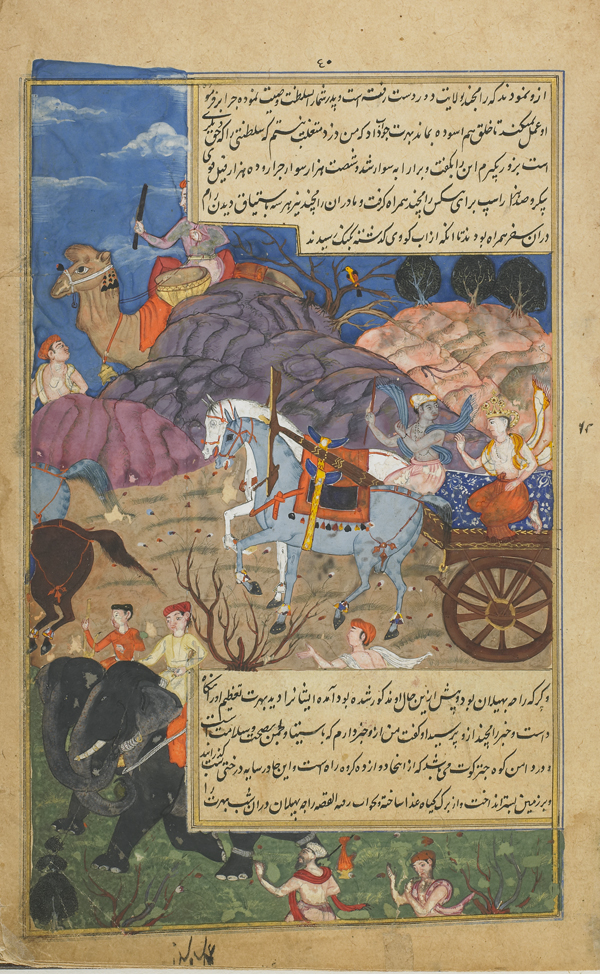
Bharata part à la recherche de Râma (art moghol, 1597-1605).

Dans le deuxième livre du Ramayana, l’Ayodhya Kanda, la reine Kaikeyi réussit à faire exiler l'héritier légitime, Râma, pour faire couronner son propre fils à la place. Mais Dasharatha meurt de chagrin et Bharata refuse d'usurper le trône de son aîné. Il part au contraire à sa recherche dans la forêt pour lui demander de revenir  . 
Râma refuse de revenir à Ayodhya avant la fin de ses quatorze années d'exil et Bharata doit se résoudre à repartir, non sans lui avoir annoncé que s'il ne revenait pas reprendre son trône à cette date, lui-même s'immolerait par le feu. Il règne donc sur Ayodhya et le royaume de Kosala comme représentant de Râma, sans se faire couronner ni s'assoir sur le trône, au pied duquel il a déposé les padukas (sandales) de celui-ci.
Sous son autorité, le royaume est prospère, mais Bharata aspire au retour de Râma. Il ne pardonne pas à sa mère Kaikeyi et sert avec diligence Kausalya (en), la mère de Râma, et Sumitra (en), celle de Lakshmana.

### Roi de Takshashila
Durant cette période, Bharata conquiert le Gandhara et crée le royaume de Takshasila (Taxila), comprenant l'actuel Pendjab, le Pakistan, l'Afghanistan et une partie de l'Asie centrale. La ville de Pushkalavati (l'actuelle Peshawar) reçoit le nom de son second fils, Pushkal, et Takṣaśilā celui du premier, Takṣa, qui serait son fondateur.
Selon une autre théorie, proposée par Damodar Dharmanand Kosambi (en), le nom Takṣaśilā serait lié à Takshaka, un souverain du royaume Naga (en) cité dans le Mahabharata. Ambhi Kumar (Taxilès), roi du Gandhara à l'époque de Chandragupta Maurya et d'Alexandre le Grand, est censé être un descendant de Bharata et de Shakuni (du Mahabharata).

### Retour de Râma

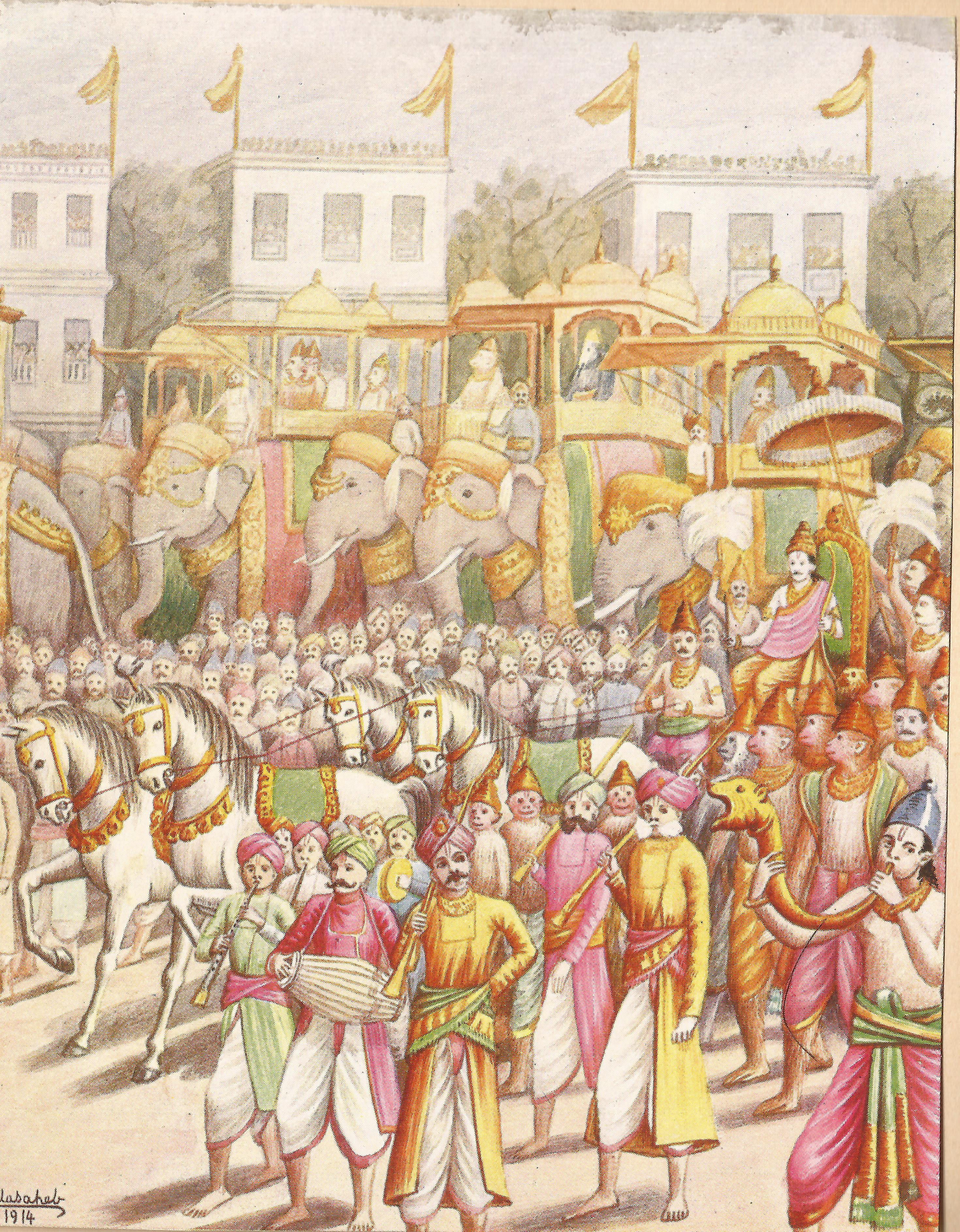
Les habitants d'Ayodhya accueillent le retour de Râma (illustration de Balasaheb Pant Pratinidhi, 1916).

Après sa victoire sur le démon Ravana, Râma se rappelle le vœu de Bharata et lui envoie le singe Hanouman pour lui annoncer son retour avant qu'il se soit sacrifié par le feu. Bharata conduit la procession qui accueille Râma, Sîtâ et Lakshmana à leur retour à Ayodhya.
Râma songe à couronner Lakshmana comme Yuvaraja (prince héritier) après son propre couronnement, mais celui-ci lui fait valoir que les grandes vertus de Bharata et ses années d'expérience à la tête du royaume l'en rendent plus digne, et c'est donc Bharata qui est fait prince héritier.

### Disparition
Au moment où Râma décide de se retirer en entrant dans la rivière Sarayu pour revenir à sa forme véritable et éternelle de Mahavishnou (en), il est accompagné de Bharata et de Shatrughna, qui fusionnent également avec Mahavishnou.

## Temple
Il n'existe qu'un seul temple de Bharata en Inde, le temple de Koodalmanikyam (en) à Irinjalakuda (en), dans le Kerala.